# Río Onsella
El río Onsella es un río del norte de España afluente del río Aragón. Nace en el término municipal de Longás, comarca de las Cinco Villas y provincia de Zaragoza, en Fontmayor, fuente situada en la falda del monte Santo Domingo, recibiendo el aporte de la Fuente de los Berros y los barrancos de Fazillón y d'Arogatas antes de girar para transcurrir por la Baldonsella o Valle del río Onsella durante 45 km para desembocar finalmente en el río Aragón en la localidad de Sangüesa (Navarra). 
Pasa por los términos municipales de Longás, Lobera de Onsella, Isuerre, Urriés, Navardún, Sos del Rey Católico y Sangüesa.

## Origen etimológico
Tanto el nombre del valle (Bal d'Onsella en aragonés) como el del río hacen referencia a una posible abundancia de osos (onsos en aragonés) en tiempos pasados.

## Nivel de Protección
El tramo del río desde su nacimiento en Longás hasta Navardún, poco antes del tramo final más antropizado donde desemboca en el Aragón, es parte de la ZEPA (Zona de Especial Protección de Aves) Sierras de Santo Domingo y Caballera y Río Onsella y conforma por sí solo el LIC (Lugar de Interés Comunitario) dado su papel como refugio de flora y fauna, ambas parte de la Red Natura 2000. En 2012 el LIC fue también nombrado zona especial de conservación.
El río forma un ecosistema fluvial con peces endémicos del norte de España como barbos de Graells, barbos de cola roja, sarbos, bermejuelas y madrillas e invertebrados como el cangrejo de río europeo, bajo presión por la mayor resistencia de su competidor americano a las plagas. Los anfibios presentes incluyen sapillos moteados, sapos corredores y sapos comunes. Es también hábitat del visón y la nutria europeos, que requieren hábitats acuáticos de calidad y están en retroceso.
En sus riberas destaca la Narcissus asturiensis, flor del norte de España que solo se puede encontrar en alta montaña, y galantos, planta que en España solo se encuentra en los Pirineos. Igualmente es visitado por mamíferos pirenaicos que se acercan abrevar como jabalíes, corzos y ciervos.
El área permite también avistar cuarenta y cuatro especies de aves. Destacan el buitres leonados y quebrantahuesos, especies que nidifican en las sierras vecinas y que también visitan la zona del río.

## Uso de las aguas
- En tiempos pasados se utilizaba el agua del río para beber, aseo y faenas domésticas para lo que se acumulaba el agua en casa en tinajas de las que se iban proveyendo los moradores de las casas.
- También antiguamente se utilizaba su curso para bajar los troncos de los árboles que se cortaban en la Sierra de Santo Domingo así como en Longás se aprovechaba su curso para producir electricidad para el pueblo mediante una central eléctrica que aún se puede observar semiderruida.
- El único aprovechamiento que se mantiene en la actualidad es su uso para regadío de los huertos que aún se pueden observar junto a su cauce.